# Monguito Santamaría
Monguito Santamaría (José "Monguito" Santamaría) es un pianista cubano de soul, jazz y salsa. Es hijo del conguero Mongo Santamaría. 
En un periodo de solo cuatro álbumes en alrededor de siete años, Monguito cubrió varios estilos música. La banda de Monguito Santamaría era de boogaloo, un poco parecido al estilo de lo que hacía el padre. 

## Discografía
- "On Top" - (1968)
- "Hey Sister" - (1969)
- "Blackout" - (1970)
- "En Una Nota" - (1974)
- "The Son Rises" - (2005) (con Willy Bruno)

## Enlaces
- Audio Youtube - Monguito Santamaría
- http://fania.pymenta.com/disco_detalle.php?id=940 (enlace roto disponible en Internet Archive; véase el historial, la primera versión y la última).
- https://web.archive.org/web/20140221090528/http://my.opera.com/MANU.../blog/monguito-santamaria-hey-sister

- Datos: Q6021755